# Geniotrigona incisa
Geniotrigona incisa là một loài Hymenoptera trong họ Apidae. Loài này được Sakagami & Inoue mô tả khoa học năm 1989.